# Ортакчи
Ортакчи (на гръцки: Μεσοχώρι, Месохори, катаревуса Μεσοχώριον, Месохорион, в превод Средно село) е село в Гърция, разположено на територията на дем Гюмюрджина (Комотини), област Източна Македония и Тракия.

## История
В XIX век Ортакчи е малко българско село в Гюмюрджинска кааза в Одринския вилает на Османската империя. Според „Етнография на вилаетите Адрианопол, Монастир и Салоника“, издадена в Константинопол в 1878 година и отразяваща статистиката на населението от 1873 година, Орта (Orta) има 4 домакинства и 25 жители българи.
Според Любомир Милетич към 1912 година село Ортакчи е помашко селище. В него живеят 20 помашки семейства